# ハウカセ
ハウカセ（生没年不詳）は、石狩アイヌの首長である。

## 経歴・人物
ハウカセは石狩川を中心に勢力を広げ、後にオタルナイ（小樽）からマシケ（増毛）まで勢力を広めた。1669年（寛文9年）に発生したシャクシャインの戦いにおいては、シャクシャインら2000人の蜂起における中心的な立場をとり、「石狩の蝦夷頭」や「石狩の惣大将」等と呼ばれた。しかしシャクシャインが謀殺された事により、松前藩が提唱した交易船の派遣中止を躊躇せず受け入れたとされている。
その後も松前藩以外の和人にも多くの輸出品のルートの計画やシャクシャインの戦い地点で50挺の鉄砲を所持していたとされ、武器輸出が禁止されたきっかけに自身の娘婿とされている近江出身の金太夫という人物に武術を学んだとされている。これによってハウカセは松前藩との最後の対立とされた。